# Сысоева, Светлана Александровна
Сысоева Светлана Александровна — действительный член НАПН Украины, доктор педагогических наук, профессор, академик-секретарь Отделения общей педагогики и философии образования АПН Украины.

## Биография
Родилась 20 февраля 1948 в г. Пхеньян (Северная Корея). В 1949 году семья возвращается в Киев.
В 1966 году С.А. Сысоева окончила среднюю школу № 91 г. Киева с золотой медалью и поступила на физический факультет Киевского государственного университета имени Т. Г. Шевченко.
С 1971 года учится в аспирантуре на кафедре ядерной физики, работает учителем средней школы № 91 г. Киева.
В 1980 году назначена заместителем директора по учебно-воспитательной работе школы № 252 Минского района Киева, в 1982 году - директором средней школы № 233 Минского района (сегодня Оболонского) г. Киева, в 1985 - директором Киевского городского педагогического училища № 3.
1987 - защита диссертации на тему "Педагогические основы координирующей деятельности директора средней общеобразовательной школы" на соискание ученой степени кандидата педагогических наук в Киевском государственном педагогическом университете имени А.М.Горького.
В 1988 году избрана депутатом городского совета г. Киева по избирательному округу № 91.
1989 - начало работы заведующей кафедрой педагогического творчества Киевского государственного педагогического университета имени А.М. Горького.
С 1995 по 2010 гг. - заведующая отделом педагогики и психологии высшей школы, а позже - отдела инновационных педагогических технологий Института педагогики и психологии профессионального образования АПН Украины (ныне - Институт педагогического образования и образования взрослых АПН Украины).
В октябре 1997 года получила научную степень доктора педагогических наук, защитив диссертацию на тему: «Теоретические и методические основы подготовки учителя к формированию творческой личности ученика».
1999 получила ученое звание профессора по теории и методики профессионального образования. С мая 2001 года - профессор Высшей педагогической школы Союза польских учителей (г. Варшава, Польша). С 2003 года — член-корреспондент АПН Украины.
С сентября 2010 года С.А. Сысоева работает в Киевском университете имени Бориса Гринченко.
С октября 2016 года — действительный член (академик) АПН Украины.

## Научная деятельность
Много лет Светлана Александровна осуществляет научное руководство работами аспирантов, докторантов, соискателей, входит в состав диссертационных советов по защите диссертаций.
Является руководителем научной школы по проблемам творчества и технологий в непрерывном профессиональном образовании.
Была членом экспертного совета по вопросам проведения экспертизы диссертационных работ МОН Украины по педагогическим, психологическим наукам, физическому воспитанию и спорту (с 2011 года по 2013 год).
Член диссертационного совета по защите диссертаций на соискание ученой степени доктора (кандидата) педагогических наук в Киевском университете имени Бориса Гринченко (с 2010 года).
Координатор украинского-польского образовательного проекта «Проблемы образования в Польше и в Украине в контексте процессов глобализации и евроинтеграции» (с 2008 года).
Автор более 390 научных работ, среди них — монографии, учебники и методические пособия для студентов вузов, ученых, педагогов-практиков.

## Награды
Медаль «В память 1500-летия Киева» (1982), Отличник образования Украины (1987), Медаль им. А.С. Макаренко (1988), Заслуженный работник образования Украины (2003), Первая премия АПН Украины за учебник «Основы педагогического творчества» (2007), Нагрудный знак «К.Д. Ушинский» АПН Украины (2007), Золотая медаль «М.П. Драгоманов. 1841-1895 гг.» Национального педагогического университета им. М.П. Драгоманова (2008), Нагрудный знак «За научные достижения» МОН Украины (2008), Орден Почаевской иконы Божией Матери (2012).